# Friedrichsbrunn
Friedrichsbrunn è una frazione della città tedesca di Thale, nel Land della Sassonia-Anhalt.

## Storia
Friedrichsbrunn venne fondato nel 1884 come villaggio turistico. 
Nella prima guerra mondiale venne ampliato ulteriormente il centro turistico e fino al 1990 fu considerata una  meta turistica invernale con 20.000 visitatori annuali. Il 23 novembre del 2009 il comune, precedentemente indipendente, fu incorporato allo Thale